# Ковалево (Ржевский район)
Ковалёво  — деревня в Ржевском районе Тверской области. Входит в состав сельского поселения «Хорошево».

## География
Находится в южной части Тверской области на расстоянии приблизительно 4 км по прямой на северо-запад от вокзала станции Ржев-Балтийский на правом берегу Волги.

## История
Деревня была отмечена еще на карте 1825 года. В 1859 году здесь (деревня Ржевского уезда Тверской губернии) было учтено 17 дворов, в 1939—63.

## Население
Численность населения: 124 человека (1859 год), 58 (русские 86 %) в 2002 году, 51 в 2010.